# Erziehung im Nationalsozialismus
Erziehung im Nationalsozialismus bezeichnet die Theorie und Praxis der „totalen Erziehung“ im NS-Staat. Sie umfasst die Vorschul-, die schulische und außerschulische Erziehung sowie die Hochschulbildung während der Zeit des Nationalsozialismus. Ziel war es, die sogenannte „arische“ Jugend zu „rassenbewussten Volksgenossen“ zu formen, „ihre jugendlichen Körper zu stählen“ und sie zu überzeugten Nationalsozialisten zu erziehen. Der Jugend galt ein besonderes Augenmerk des NS-Regimes, sollte doch mit ihrer Erziehung und Ausbildung der Grundstein für die Volksgemeinschaft der Zukunft gelegt werden.

## Phasen der Erziehungs- und Bildungspolitik
Die nationalsozialistische Jugend- und Bildungspolitik konnte 1933 nicht auf einen Schlag umgesetzt werden, sondern verdrängte das Erziehungssystem der Weimarer Republik schrittweise:
- 1. Phase der Machtsicherung (1933–1935): keine tieferen Eingriffe in das Schulwesen abgesehen von Entlassungen politisch unerwünschter Pädagogen, Zentralisierung und Gleichschaltung von Staat und Gesellschaft sowie Bildung neuer Jugendorganisationen.
- 2. Phase der Kriegsvorbereitung (1936–1940): Eingriffe in die Schulstruktur, neue Lehrpläne, obligatorische Hitlerjugend und Lagererziehung, Ausgrenzung, Neuordnung der Lehrerbildung. Im Dezember 1936 wurde für die Jungen der 12. Klasse die 13. Klasse ersatzlos gestrichen, um 1939 zwei Offiziersjahrgänge zu erhalten.
- 3. Phase der Machterweiterung und Zerfall (1941–1945): Kriegsmangelsituation, Rekrutierung von Schülern (Flakhelfer, Volkssturm) in der Endphase, Minimalisierung von Bildung in den besetzten Gebieten.

## Umsetzung der NS-Ideologie im Erziehungswesen
Mit ihrem anti-intellektuellen, anti-humanistischen, judenfeindlichen und chauvinistischen Konzept der Formationserziehung stellten sich die Nationalsozialisten gegen die Aufklärung und Vernunft. NS-Propaganda und der Führerkult waren im Schulunterricht und darüber hinaus in der Hitlerjugend ständig präsent (Bilder von Hitler, Hitlergruß, Hakenkreuze, Fahnen, Fahnenappelle). Während die Ideologie der Volksgemeinschaft die sozialen Unterschiede aufheben sollte (alle arischen Deutschen als Volksgenossen), wurde Hass gegen vermeintlich minderwertige Menschengruppen („Untermenschen“) geschürt. Bereits 1929 wurde der Nationalsozialistische Lehrerbund (NSLB) als Parteigliederung der NSDAP gegründet, nach der Ernennung Hitlers zum Reichskanzler trat ein Verbot aller anderen Lehrerorganisationen in Kraft. Bis 1935 gehörten auch die Hochschullehrer zum NSLB, dann zum NSDDB.
Schon kurz nach der Machtübernahme 1933 wurden im Zuge der Gleichschaltung alle jüdischen Lehrer und ein Drittel der Lehrerinnen entlassen. Die verbliebenen Lehrer wurden aufgefordert, dem Nationalsozialistischen Lehrerbund beizutreten. Vereinzelt schieden Lehrkräfte aus dem Beruf aus politischen Gründen aus und konnten erst nach Kriegsende ihre Tätigkeit wieder aufnehmen. Andere versuchten, innerhalb des Schulsystems ihre Distanz zum nationalsozialistischen Gedankengut zu wahren. 9.000 von ca. 300.000 Lehrern verweigerten sich einer solchen Mitgliedschaft im NSLB, jedoch traten 97 Prozent dieser Organisation bei. 32 Prozent der im NSLB organisierten Lehrer, also etwa 100.000 Lehrkräfte, waren zudem Mitglieder der NSDAP. Für das Führungskorps in der NS-Hierarchie, vor allem deren mittlere und untere Ebene, spielten die pädagogischen Fachkräfte eine große Rolle. So waren 1937 sieben Lehrer Gauleiter und stellvertretende Gauleiter, 78 Kreisleiter sowie 2668 Ortsgruppen- und Stützpunktleiter der NSDAP.

### Erziehung in der frühen Kindheit
Neben den nach nationalsozialistischen Vorstellungen umgestalteten Kindergärten gab es Versuche, „den neuen Menschen“ im Sinne des Nationalsozialismus zu „züchten“. Aus den Erziehungsschriften der Ärztin Johanna Haarer (1900–1988), wie beispielsweise Die deutsche Mutter und ihr erstes Kind oder Mutter, erzähl von Adolf Hitler!, wird deutlich, wie sehr die ideologische Forderung nach Härte im Nationalsozialismus auch den Umgang mit Kleinkindern geprägt hat. Sie behandelt Kinder ab der Geburt als Wesen, deren Schreien und Flehen nicht nachgegeben werden soll. Der Aufbau einer liebevollen Beziehung zwischen Eltern und Kindern soll verhindert werden, wobei die Kindererziehung selbstverständlich Aufgabe der Mutter ist.
Im Rahmen der Aktion Lebensborn wurden Heime errichtet, in denen der Nachwuchs der SS gefördert werden sollte. In den Heimen konnten ledige Frauen ihre Kinder anonym zur Welt bringen. In den deutschen Heimen wurden ca. 8.000 Kinder geboren. Später entführten die Nationalsozialisten auch Kinder aus den besetzten europäischen Ländern, die von ihrem Aussehen her dem Idealtypus des Ariers nahekamen, und gaben sie SS-Familien zur „Aufzucht“.

### Schule
Die Schule war nach Hitlers Ansicht vor allem eine Vorstufe zum Wehrdienst. Die Wehrmacht wurde daher auch „Schule der Nation“ genannt. Dies färbte vor allem auf den Schulalltag ab, indem Krieg und Kampf in allen Fächern gegenwärtig wurden. Zur vormilitärischen Ausbildung und kämpferischen Einstellung wurden nicht nur das Fach Sport, sondern vor allem die HJ-Ausbildung, ferner Schullager und der Aufenthalt in Schullandheimen genutzt (Geländespiele).

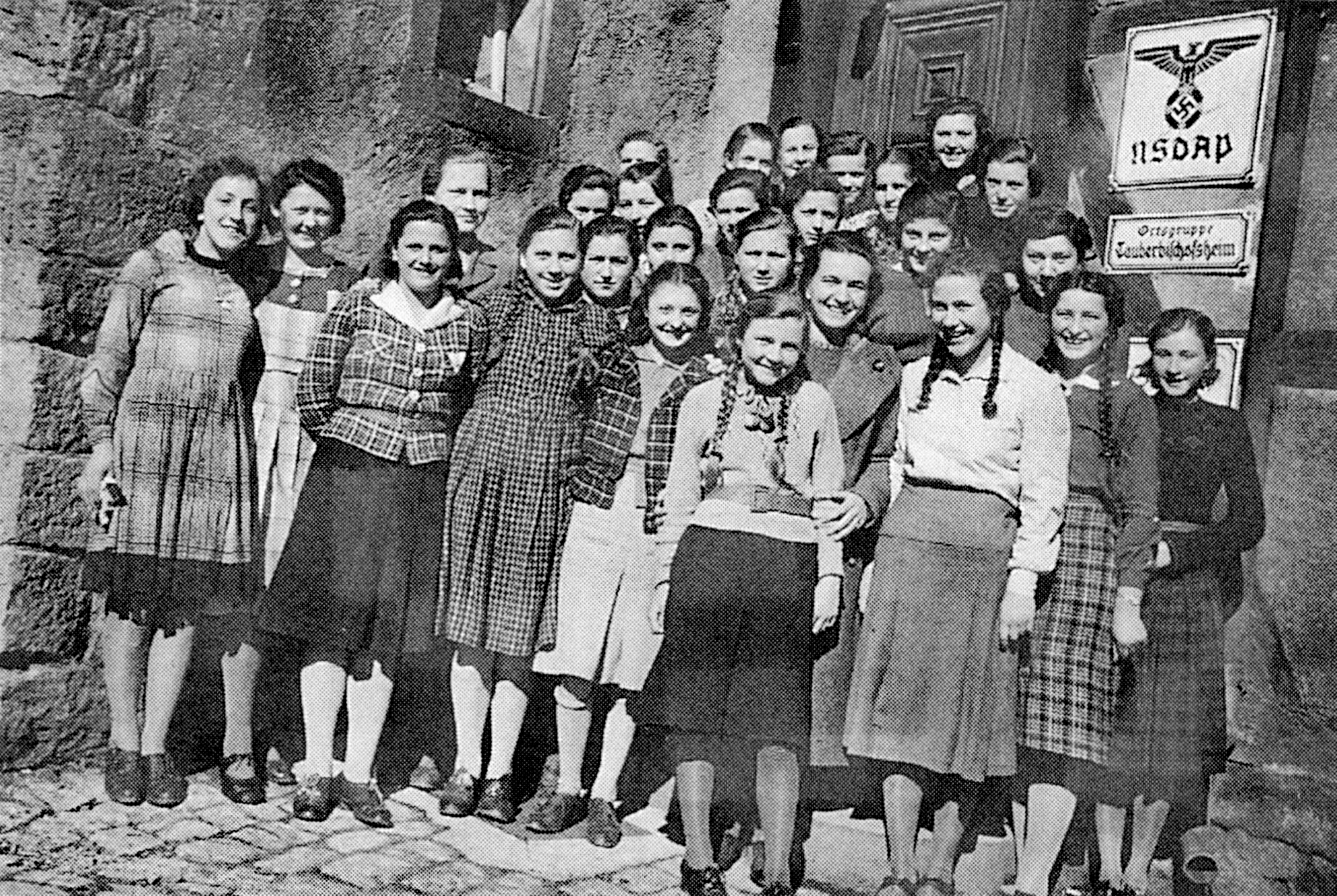
Schülerinnen einer Höheren Handelsschule des Jahrgangs 1939 vor einem Schulgebäude, als dieses nicht nur schulischen Zwecken diente

In der Weimarer Republik war das Schulsystem unter der Hoheit der Länder heterogen strukturiert. Ab 1934 übernahm das Reichsinnenministerium Teile der Schulhoheit der Länder und begann mit einer Zentralisierung und Vereinheitlichung des Schulwesens. Vorangetrieben wurde diese Entwicklung 1934 durch das neue Reichserziehungsministerium. Ab 1937 formte das NS-Regime das System der Oberschule um, verkürzte die Zeit bis zum Abitur auf 12 Schuljahre, schaffte die gemeinsame Beschulung von Jungen und Mädchen (Koedukation) mit Ausnahme der sogenannten Aufbauschulen (höhere gemeinsame Schulbildung ab dem 7. Schuljahr) ab und nahm akademische Inhalte aus der Lehrerbildung. Ebenfalls ab 1937 wurden konfessionelle Schulen entgegen dem Reichskonkordat geschlossen.

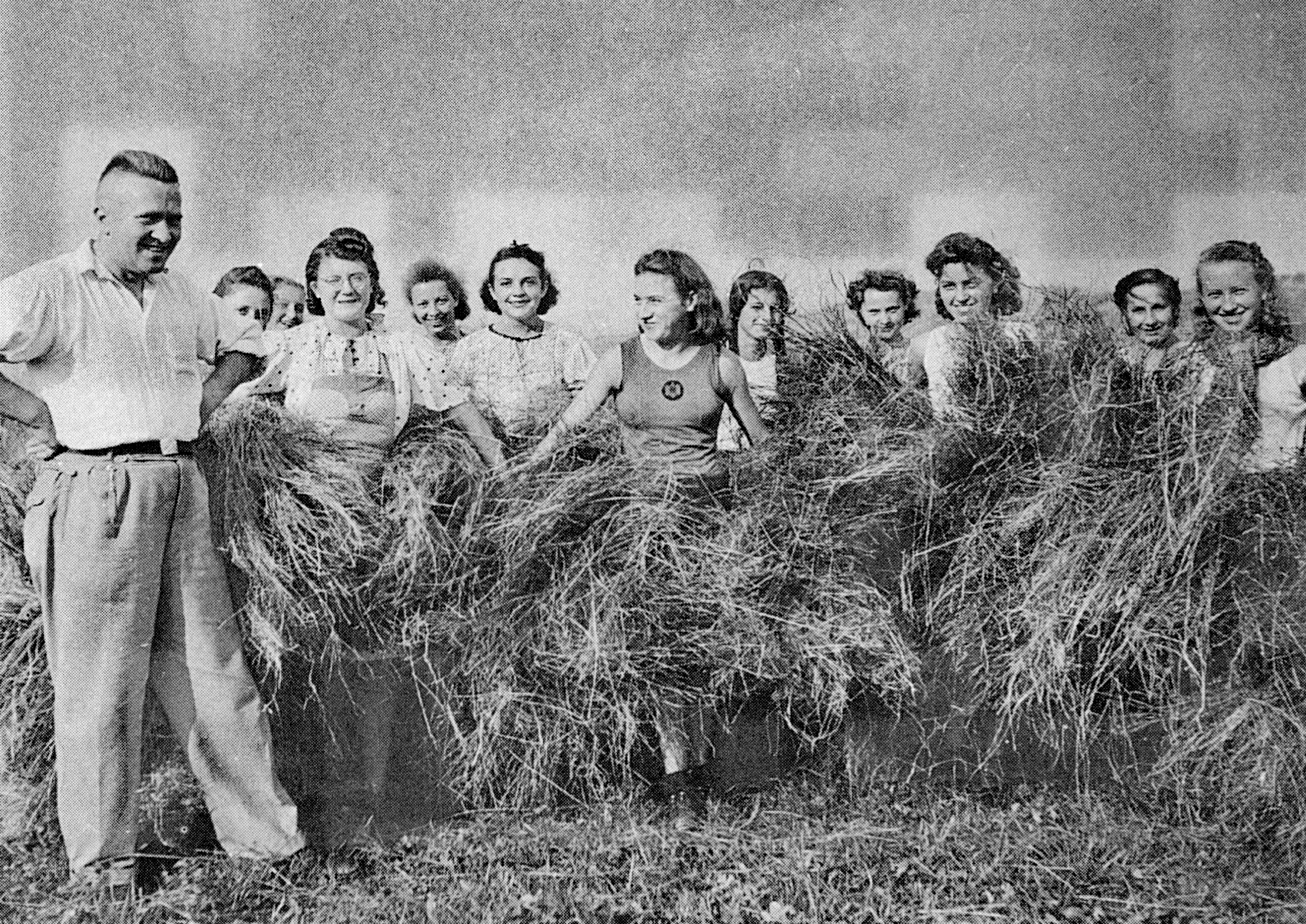
Schülerinnen im Arbeitseinsatz bei der Flachsernte 1942 unter Leitung des Lehrers

Der Samstag wurde ab 1934 zum „Staatsjugendtag“ erklärt, an dem alle Angehörigen von Jungvolk und Jungmädelbund (also nur die 10- bis 14-Jährigen) HJ-Dienst hatten und die übrigen Schüler die Schule besuchen mussten. Um Unterschiede bei der Stoffvermittlung zu vermeiden und sämtliche Schüler zu indoktrinieren, fand an den Samstagen kein Fachunterricht statt, sondern zwei Stunden „nationalpolitischer“ Unterricht, sowie Sport und für die Mädchen „Nadelarbeit“ bzw. für die Jungen Werkunterricht. Der Staatsjugendtag brachte zahlreiche Schwierigkeiten mit sich: Ein Hauptproblem bestand darin, dass es nicht genügend qualifizierte JM-Führerinnen und JV-Führer gab, die den HJ-Dienst am Staatsjugendtag sinnvoll ausfüllen konnten. Dadurch kam es zu Beschwerden von Eltern und Schulen. Zudem waren viele der Führerinnen und Führer selbst noch Schüler, befanden sich in der Ausbildung oder mussten arbeiten, sodass sie für den Dienst beurlaubt werden mussten. Dies führte wiederum zu Konflikten mit den weiterführenden Schulen und Arbeitgebern. Und schließlich bestand ein Problem auch noch darin, dass der Unterrichtsstoff nun auf fünf statt wie bisher auf sechs Tage verteilt werden musste, was manche Schulen dadurch lösten, dass sie in den höheren Klassen Unterricht auf den Nachmittag verlegten. Trotzdem kam es zu Unterrichtsausfall von rund 120 Stunden pro Schuljahr, so dass ein gravierender Leistungsrückgang befürchtet wurde. In der Folge wurde der Staatsjugendtag mit Wirkung zum 1. Januar 1937 wieder abgeschafft.
Sport bildete als Ertüchtigung einen wichtigen Teil der NS-Erziehung und mit fünf Stunden pro Woche einen Schwerpunkt im Stundenplan. Als Leitspruch hierfür wurde „Ein gesunder Geist in einem gesunden Körper“ gewählt, ein Zitat des römischen Dichters Juvenal. Zudem wurde gefördert, Sportlehrer zu Schulleitern zu ernennen.
Im Sinne der Förderung der neuen Elite wurden besondere NS-Ausleseschulen, die von unterschiedlichen Flügeln des Nationalsozialismus getragen wurden, gegründet: vor allem
- die Nationalpolitischen Erziehungsanstalten (NPEA, volkstümlich Napola),
- die Adolf-Hitler-Schulen, die Reichsschule der NSDAP,
- die SS-Junkerschulen und die weiterführenden Ordensburgen.
- die Hauptschulen zur Förderung begabter Volksschüler aus einkommensschwachen Schichten.

Zur Erziehung im nationalsozialistischen Sinn sollten auch die Deutschen Heimschulen als Internatsschulen beitragen, die vor allem ab 1942 eingerichtet wurden. Zu ihnen gehörte die Deutsche Heimschule Schloß Iburg.
Eine wichtige Rolle bei der Umsetzung der NS-Ideologie im Schulwesen spielte auch die Schülerzeitschrift Hilf mit! (Untertitel: Illustrierte Schülerzeitung), die der Nationalsozialistische Lehrerbund (NSLB) herausgab. Sie erschien von Oktober 1933 bis September 1944, vor Beginn des Zweiten Weltkriegs monatlich, danach unregelmäßiger. Die 32 Seiten, in den Kriegsjahren 16 Seiten, umfassenden Hefte kosteten zunächst 10 Pfennig, wurden dann aber kostenlos verteilt. Ab 1937 war Henrich Hansen der Hauptschriftleiter. Die Zeitschrift hatte eine Auflage von bis zu fünf Millionen Exemplaren pro Ausgabe und erreichte annähernd die gesamte Schülerschaft ab dem Alter von 10 Jahren.
Die in der Zeitschrift enthaltene Nazi-Propaganda wurde effektiv in ein harmonisches Gesamtpaket an Inhalten und Bildern verpackt, die eine völkische Familienidylle beschworen. Neben den typischen Schülerthemen der damaligen Zeit, wie Verkehrserziehung, Naturkunde und Gesundheitserziehung nahmen verschiedene propagandistische Themen einen breiten Raum ein. So war der Erste Weltkrieg in Form von Abenteuer- und Heldengeschichten, aber auch mit Sachtexten sehr oft vertreten; ebenso die germanische Frühgeschichte. Des Weiteren waren Themen wie Ahnenforschung und Rassenlehre Bestandteil der Schülertexte. Die Geschichte ist offen rassistisch und antidemokratisch. Einer der wichtigsten Autoren der Zeitschrift war Johann von Leers, der zeitweise auch als deren Schriftleiter für die „politische Redaktion“ zuständig war.

#### Bildungsziele

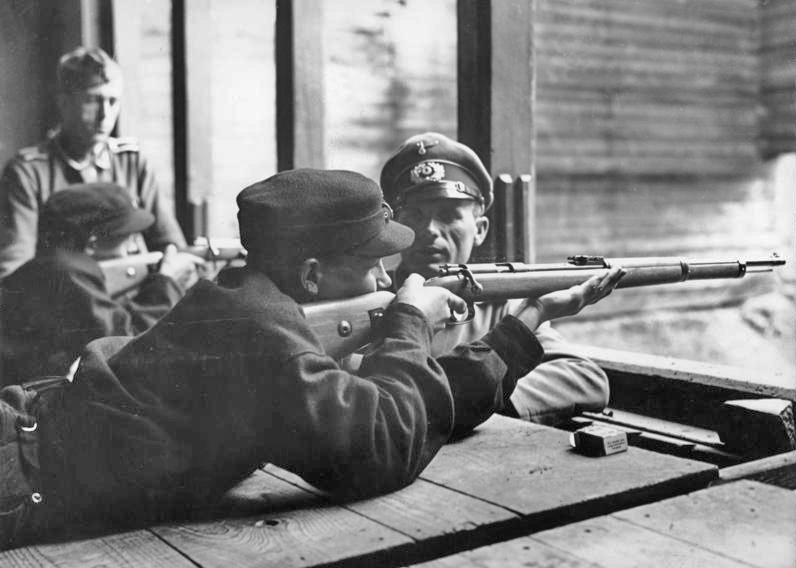
Jungen beim Schießunterricht

In der Schule war ein Hauptziel der Nationalsozialisten, ihre rassistische Ideologie zu verbreiten und die Schüler auf einen neuen Krieg vorzubereiten. So schrieb der Beauftragte des Reichsjugendführers für die Ertüchtigung der Deutschen Jugend Helmut Stellrecht in seinem 1936 erschienenen amtlichen Buch „Die Wehrerziehung der deutschen Jugend“:
„Der Geist des Angriffs ist der Geist der nordischen Rasse. Er wirkt in ihrem Blut wie eine unnennbare Sehnsucht [...] Schiessen müssen unsere Jungen lernen. Die Büchse muss ihnen so selbstverständlich in der Hand liegen wie der Federhalter[...] Bilden will man die Menschen, als ob Schiessen nicht auch Bildung, als ob Wehrerziehung nicht eigentliche Bildung wäre. 'Wissen ist Macht' schreibt man über die Schultüren, als ob Macht sich in etwas mehr verkörpern könnte als in der Waffe.“
Preiswert produzierte Zusatzhefte sollten die Schulbücher ersetzen oder ergänzen und die nationalsozialistische Ideologie verbreiten. Am 15. Januar 1935 veröffentlichte der Reichsminister für Erziehung und Volksbildung Bernhard Rust die Richtlinien zur Rassenkunde, in denen der Biologie der Schwerpunkt der Rassenkunde zugeordnet wurde. Auch in allen anderen Fächern solle Rassenkunde vermittelt werden.
Grundlage war die Vorstellung des „politischen Soldaten“ für Jungen und der robusten nationalsozialistischen Mutter für Mädchen. Dazu diente für die männliche Jugend die Erziehung zu Willens- und Entschlusskraft, zum absoluten Gehorsam, zur Verschwiegenheit und Verantwortungsfreudigkeit sowie die Vermittlung weiterer soldatischer Tugenden. Abgewertet wurde die wissenschaftliche Erziehung, welche Hitler bereits in Mein Kampf geringgeschätzt hatte.
Neben dem Fachunterricht, der besonders an den höheren Schulen erhalten blieb, traten auch alternative Erziehungsformen auf, um die Begeisterung und das Zusammengehörigkeitsgefühl der jungen Menschen „arischer Rasse“ zu fördern. Dabei entliehen die Nationalsozialisten Elemente der Reformpädagogik. Viele reformpädagogische Einrichtungen wurden erst Mitte der 1930er Jahre geschlossen. Wilhelm Kirchner z. B. erklärte 1939 (in Anspielung auf Émile oder über die Erziehung von Rousseau): „Wir werden also zum Beispiel rassenpolitische Erziehung nicht beginnen und erschöpfen mit gescheiten Abhandlungen zur Rassenthematik. Wir werden das Kind im Umgang mit Pflanze, Tier und Mensch jahrelang Anschauungen sammeln lassen, ohne das Wort Rasse überhaupt zu benutzen.“ Elvira Bauers bereits 1936 veröffentlichtes Lesebuch, das von den Parteiorganisationen der NSDAP kostenlos verteilt wurde, „Trau keinem Fuchs auf grüner Heid und keinem Jud bei seinem Eid“, sprach hingegen eine deutliche Sprache.

#### Unterrichtsfächer und -inhalte
Bis 1937 waren die Richtlinien für den Unterricht kaum verändert worden oder stammten noch aus der Weimarer Zeit. So entstand der Eindruck, als habe sich zunächst nur wenig verändert (z. B. Aufnahme von Boxen in den Unterrichtskanon der Leibesübungen). Danach wurden aber unter anderem verstärkt Gymnasien in Oberschulen umgewandelt, die Fächer neu geordnet und verbliebene unabhängige Schulbuchverlage aufgelöst.
Der Religionsunterricht wurde zunehmend eingeschränkt und die Lehrerausbildung für Religionspädagogik ab 1939 eingestellt.
Die Lehrbücher für alle Unterrichtsfächer wurden entsprechend der nationalsozialistischen Weltanschauung bearbeitet. So wurden in den Mathematiklehrbüchern bei der Formulierung der Aufgabenstellungen „unterschwellig Gefühle der Unmenschlichkeit und des Hasses“ erzeugt, etwa „ein Irrenhaus kostet xxx RM, wie viele deutsche Familien könnten davon eine Wohnung bekommen?“, „Wie viele höhere Schüler würde es in Berlin gegeben haben, wenn die arischen Eltern ihre Kinder in dem gleichen Umfang wie die Juden zur höheren Schule geschickt hätten? (Berlin hatte 4.242.500 Einwohner)“ oder „Wie lange braucht ein Bomber von der französischen Grenze zu deiner Heimatstadt, und wie groß ist der Bereich, den er voll bestückt (Zahlen werden genannt) in deinem Stadtzentrum zerstören kann?“. So wurde nicht nur Angst (und damit Wut) erzeugt, sondern auch „kriegsfähiges Wissen“ vermittelt. Auch die naturwissenschaftlichen Fächer wurden so Teil der Wehrerziehung.
Im Fach Deutsch, das zusammen mit Erdkunde und Geschichte sogenannte „deutschkundliche Fächer“ bildete, wurde (wie im Lesebuch „Ewiges Volk“) aus der altnordischen und mittelalterlichen Literatur (insb. Edda, Nibelungenlied) entnommen, was der nationalsozialistischen Ideologie entsprach, ohne dabei ein repräsentatives Bild nordischer Literatur vermitteln zu wollen. Auch neuere Literatur wurde verwendet, aber so aus dem Zusammenhang gerissen, dass Dichter wie etwa Hölderlin als kriegsmotivierend präsentiert wurden. Dies war das ausdrückliche Ziel des Unterrichts: „Der Stoff, das Bildungsgut ist so zu wählen und auszuwerten, daß der Schüler ohne es bewusst zu merken, immer wieder auf die Idee des Soldatentums gestoßen wird.“ Im Fach Erdkunde („Geopolitik“) wurde die „Volk ohne Raum“-Ideologie, in Geschichte Revanchismus (gegen den Versailler Vertrag) und Rassenhochmut gelehrt. Das Fach Leibesübungen wurde stundenmäßig aufgewertet und erhielt zusätzlich Wehrsportlager als außerschulische Lehrgänge.
Viele Planungen blieben allerdings bloße Absichtserklärungen. Bis zum Kriegsbeginn wurden keineswegs flächendeckend neue Lehrbücher erstellt und verteilt. Danach hatte die Umstellung der Lehr- und Lernmittel nur noch nachrangige Dringlichkeit. Spätestens mit Beginn der alliierten Bomberoffensiven und der Kinderlandverschickung kam es verbreitet zu Materialmangel auch im Schulwesen.

### Pädagogische Begleitfelder
Manche Themen aus dem Schulalltag sind bisher seltener oder nur beiläufig behandelt bzw. untersucht worden. Dass die HJ- bzw. BDM-Erziehung als eigenes paralleles Standbein neben der Schule eine gewichtige Rolle im NS-Erziehungskonzept spielte, wurde oft und in eigenen Monografien thematisiert. Ein wichtiger Nebenaspekt für die kommunale Verwaltung wird kaum erwähnt. Die HJ- und die BDM-"Mädel" ruinierten oft genug die Einrichtung in den Schulen, wo sie immer wieder tagen mussten, weil anderenorts geeigneter Raum nicht zur Verfügung stand. Sie benahmen sich oft rücksichtslos und vandalierten in den Schulräumen. Die Verwaltungen kämpften in den meisten Fällen vergebens gegen die oft arrogante HJ-Führung. Die städtische Verwaltung musste das schlucken, waren doch ihre Verantwortlichen fast alle selber Parteimitglieder.
Im Schulwesen gab es trotz des Jugendkultes weiter die Prügelstrafe, oft brutal verabreicht. Beschwerden der Eltern wurden meistens abgebügelt. Das Thema Sexualität wurde beschwiegen, war aber ein Thema in den Schulen und Lagern. Wenige NS-Pädagogen hatten den Mut, den ihnen anvertrauten Jugendlichen zu helfen. Auch Zigaretten- und Alkoholkonsum gab es nicht, erst bei den späteren Flakhelfern wurde dies zumindest toleriert. Schulfeste hatten bestimmte Formen einzuhalten. Selbst Parteigenossen im Lehrkörper konnten sich durch Ungeschicklichkeiten Ärger und Kritik zuziehen. Beim internationalen Schülerbriefwechsel zeigten Jugendliche in den Jahren nach dem Ersten Weltkrieg große Offenheit und Friedenssehnsucht. Die Aufsichtsbeamten förderten in den ersten Jahren der NS-Herrschaft noch schriftliche und persönliche Begegnungen (im Rahmen von Klassenfahrten). Dann geriet auch dies ins Visier der totalen Überwachung. Die fast noch liberale Handhabung wurde eingestellt. Bei Klassenfahrten ins Ausland traten HJ-Schüler gelegentlich provokant auf und schädigten das Ansehen der Entsendeschulen.
Im Hinblick auf die Kriegsvorbereitung der Schülerschaft wurde der Flugzeugmodellbau, angekoppelt an das Fach Physik, unterstützt. Der Modellbau sollte bei den Jungen die Begeisterung für das Fliegen und damit für die Luftwaffe wecken. Eine ähnliche verborgene Zielsetzung hatte die Seidenraupenzucht, die in fast allen Schulen eingeführt und organisiert wurde. Die erzeugte Seide sollte die Produktion von Fallschirmen für die Fallschirmspringer und die Luftwaffenpiloten allgemein unterstützen. Die Schulgartenarbeit sollte auf die Kriegswirtschaft vorbereiten. Der finanzielle Aufwand für diese Aktionen war erheblich. Man hielt bis kurz vor dem Zusammenbruch daran fest. Für Mädchen wurde das Fach Nadelarbeit (im Rahmen von Werken) entsprechend ausgerichtet. Öfter behandelt wurden die vielen Sammlungen und die jährlichen Anstrengungen für das Winterhilfswerk.
In den Frauenfachschulen erfolgte die Ausbildung zur Meisterhausfrau. Dabei ging es bei den Prüfungsaufgaben ebenfalls um konkrete Aufgaben unter Kriegsbedingungen: Etwa, ich (als Mutter), habe so viel RM (Reichsmark) zur Verfügung und muss einen Kindergeburtstag für sechs Kinder ausrichten. Was biete ich an Kuchen, Getränken und ggf. Süßigkeiten als Preise an, und was kostet das? Ebenso war bei den Mädchen-Oberschulen die Kinder- und Säuglingspflege ein Schwerpunkt, um die in der Rüstungsindustrie oder in Firmen eingespannten Mütter zu entlasten. Hier waren die jungen Mädchen im konkreten Hilfeeinsatz bei den zugewiesenen Familien öfters überfordert.
Ein eigener Themenbereich ist auch der fortschrittliche Einstieg in die modernen Medien im Rahmen des damaligen Unterrichts, verbunden mit ideologischer Beeinflussung und Zielsetzung. Radio, Film, Dias, Transparente wurden systematisch eingesetzt, ein Kanon an Schul- und Unterrichtsfilmen wurde produziert. Für Jugendliche geeignete Spielfilme wurden gezielt besucht, und das Fernsehen trat spätestens im Rahmen der Olympischen Spiele 1936 in Erscheinung.

### Außerschulische Erziehung
Für die Heranbildung von begeisterten einsatzbereiten Nationalsozialisten war die vollständige Erfassung der arischen Jugend in außerschulischen Organisationen der Hitler-Jugend und ihrem weiblichen Zweig, dem Bund Deutscher Mädel (BDM), besonders wichtig. Dort wurden sie mit starken erlebnispädagogischen Ansätzen gefühlsmäßig (auch durch die unkontrollierte Zusammenkunft von Mädchen und Jungen) ideologisch zusammengeschlossen und paramilitärisch ausgebildet. Das Gesetz über die Hitler-Jugend vom 1. Dezember 1936 machte sie zur obligatorischen Staatsjugend. Auch in den Sportvereinen wurde die Gesinnung durch einen Dietwart geschult und überprüft. Die Schulerziehung sollte abgewertet und die ideologische Erziehung in Lagern und Jugendorganisationen gestärkt werden.
Die Hitlerjugend (HJ), die seit der Machtergreifung alle übrigen Jugendverbände, bis auf die katholischen, entweder zerschlagen oder angegliedert hatte, wurde 1936 zur Staatsjugend erklärt und organisierte nunmehr alle Jugendlichen – 1939 waren es 8,7 Millionen – im Deutschen Reich: Von zehn bis 14 Jahren gehörten sie als „Pimpfe“ dem Jungvolk bzw. als „Jungmädel“ dem Jungmädelbund an, von 14 bis 18 Jahren als „Hitlerjungen“ der HJ bzw. als „Mädel“ dem Bund deutscher Mädel (BDM).
Ab 1943 setzten die Nationalsozialisten Minderjährige der Jahrgänge 1926 bis 1928 als Flakhelfer und ab 1944 als Soldaten im Volkssturm ein.

### Hochschule
Bereits Mitte 1931 war der 1926 gegründete Nationalsozialistische Deutsche Studentenbund, eine Gliederung der NSDAP, so stark, dass er die Führung innerhalb der Deutschen Studentenschaft errang. Die Bücherverbrennung im Mai 1933 war eine von der Studentenschaft mit Unterstützung nationalsozialistischer Professoren durchgeführte öffentliche Aktion. Auch die Studentenverbindungen unterlagen der Gleichschaltung und lösten sich bis 1936 selbst auf oder wurden zwangsaufgelöst. Alle Studenten sollten in sogenannten Kameradschaften ihrer jeweiligen Hochschule organisiert sein. Dagegen wurde das zunächst verfolgte Ziel, alle Anfangssemester in nationalsozialistischen Kameradschaftshäusern zu kasernieren, auf Anordnung Hitlers wieder aufgegeben.
Mit dem Gesetz gegen die Überfüllung deutscher Schulen und Hochschulen vom 25. April 1933 hatten die nationalsozialistischen Machthaber im April 1933 vorgegeben, dass höchstens 1,5 % der neuen Studienplätze an sogenannte Nichtarier (zumeist Juden) vergeben werden durften.
Von den Lehrenden gab es einige, die schon vor der Zeit des Nationalsozialismus einschlägig Position bezogen hatten, viele gehörten zu den sogenannten März-Gefallenen. Sie traten nach der Reichstagswahl am 5. März 1933 und dem folgenden Ermächtigungsgesetz frühzeitig in die NSDAP ein oder engagierten sich für den Nationalsozialismus, ohne der Partei anzugehören. Am Ende der NS-Herrschaft waren 60 bis 70 % der Hochschullehrer Mitglieder der Partei oder einer Parteiorganisation.

### Lehrerbildung
Die NS-Bildung wandte sich gegen eine akademische Ausbildung besonders der Volksschullehrer, nannte daher die in der Weimarer Republik geschaffenen Pädagogischen Akademien in Hochschule für Lehrerbildung um und ersetzte diese zwischen 1940 und 1943 mit großem finanziellen Aufwand durch Lehrerbildungsanstalten, für die kein Abitur mehr vorausgesetzt wurde. So sollten die Kriegsverluste ausgeglichen werden. Die Inhalte wurden entwissenschaftlicht und durch ideologische Elemente ersetzt. Auch für die Gymnasiallehrer wurde im Dezember 1940 der Vorbereitungsdienst auf ein Jahr verkürzt. Zur Indoktrination der Lehrer richtete das Zentralinstitut für Erziehung und Unterricht 1936 im Auftrag des NS-Erziehungsministeriums in Rankenheim südlich von Berlin sogenannte Lehrerlager für Schulungszwecke ein.

## Umgang mit sogenannten „Volksschädlingen“
In der Weimarer Republik waren schulische Diskriminierungen von Minderheiten weitgehend aufgehoben worden, auch wenn die Praxis teilweise anders aussah. Mit dem Gesetz zur Wiederherstellung des Berufsbeamtentums vom 7. April 1933 wurden vor allem jüdische Professoren und Lehrer aus dem Staatsdienst entlassen. Die Nürnberger Gesetze von 1935 beseitigten grundsätzlich die in der Weimarer Verfassung festgelegte rechtliche Gleichstellung der jüdischen Minderheit. Zudem begrenzte das NS-Regime den Anteil von „fremden“ (vor allem jüdischen) Schülern in deutschen Klassen auf 1,5 %. In den folgenden Jahren verbot es ihnen die Teilnahme an Schulveranstaltungen, Klassenfahrten und Besuchen in Schullandheimen. Nach den Novemberpogromen 1938 wurden öffentliche Schulen und Universitäten ganz für jüdische Kinder geschlossen. In manchen Hilfsschulen beteiligten Lehrer und Schulleitung sich daran, Schüler für die Überweisung in Jugendkonzentrationslager auszulesen. Davon waren „schwer erziehbare“ Kinder aus Familien betroffen, die als „asozial“ betrachtet wurden. Aufgrund des Antisemitismus wurden die in Deutschland lebenden Juden, ganz überwiegend deutsche Staatsbürger, zunächst durch lokale Instanzen zwangsweise in „Jüdische Schulen“ mit reduzierter Bildungs- und Ausbildungsqualität überführt und reichszentral am 30. Juni 1942 mit Unterrichtsverbot belegt.
Die Anwendbarkeit des Reichsbürgergesetzes als eines der beiden Nürnberger Gesetze wurde durch deren Kommentatoren auch auf „Zigeuner“ übertragen. Somit wurden auch die im Deutschen Reich lebenden Roma, Sinti, Lalleri u. a. nicht nur in der politischen, gesellschaftlichen und juristischen Praxis, sondern auch formal zu einer Gruppe minderen Rechts.
Ähnlich exklusiv gingen die Nationalsozialisten auch mit der im Lande lebenden polnischen Minderheit (Polonia und Ruhrpolen) um. Zunächst durften die Polen ihre Vereine etc. beibehalten, doch diese wurden zunehmend unter staatliche Kontrolle gesetzt, mit immer mehr Verboten belegt und 1938 schließlich gänzlich verboten. Viele polnischstämmige Kinder wurden im selben Jahr der Schule verwiesen. Auch Geschäfte von Polen wurden geschlossen und Deutschen übergeben. Zahlreiche Polen verloren zudem ihre Arbeitsplätze. Ziel war es, die Polen zur Rückkehr in ihr Heimatland zu bewegen. Trotzdem lebten 1938 noch 150 000 Polen in Deutschland, vor allem im Ruhrgebiet und in Berlin.
Die aus den öffentlichen Institutionen ausgeschlossenen Schüler sollten in Schulen der jüdischen Gemeinden bzw. der Sinti unterrichtet werden, wobei die Sinti häufig nicht über die Mittel verfügten, Schulen einzurichten. Die jüdischen Einrichtungen arbeiteten anfangs an einer Stärkung der Verbundenheit der Schüler zu Deutschland, später bereiteten sie vor allem die Emigration vor. Diese Schulen gewährten den jüdischen Schülern einen Schutzraum vor den Diskriminierungen, denen sie alltäglich ausgesetzt waren. Zudem wurde den Kindern und Jugendlichen ihre jüdische Identität als positiver Wert bewusst gemacht, und mit gestärkter Selbstachtung konnten sie den Abwertungen durch die Nationalsozialisten begegnen. Andererseits boten sie den Machthabern eine Kontrollmöglichkeit, die später die Deportation und Ermordung erleichterte. Mit der Realisierung des Holocausts wurden die Sondereinrichtungen 1942 geschlossen. Kinder und Jugendliche mit jüdischem Hintergrund wurden in Massenvernichtungslagern ermordet (Holocaust). Der Tarnausdruck dafür war „Endlösung der Judenfrage“.
Im Falle der Schulkinder aus der Minderheit der Roma und Sinti mit deutscher Staatsbürgerschaft legte das zuständige Ministerium Wert auf die „Aufnahme in die öffentlichen Volksschulen“ (Erlass RMfWEV, 22. März 1941). Auszuschulen waren dagegen die Kinder nichtdeutscher Staatsangehörigkeit. Vor Ort aber entstanden auf Initiative lokaler Instanzen vermehrt „Zigeunerklassen“ und „Zigeunerschulen“, wie es sie im Einzelfall trotz rechtlicher Gleichstellung in der Weimarer Verfassung schon vor der Machtübergabe gegeben hatte. Mit dem Beginn der Deportationen der „Zigeuner“ und „Zigeunermischlinge“ in das „Zigeunerlager Auschwitz“ im KZ Auschwitz-Birkenau ab März 1943 im Gefolge des Auschwitz-Erlasses erübrigte sich ein ausdrückliches Schulverbot.
Auch im besetzten Europa wurde die Schulpolitik rassistisch geprägt. Besonders in Polen richteten die Deutschen ein Schulsystem ein, wie es der Reformpädagoge Herman Nohl schon 1933 gefordert hatte. Es zielte auf die Germanisierung der deutschstämmigen Kinder und die Aussonderung und Versklavung der polnischen Schüler ab. Die polnischen Pädagogen wurden entlassen, 17 000 unter deutscher Herrschaft ermordet, darunter auch Janusz Korczak (1878–1942). Heinrich Himmler forderte 1940, es dürfe für die Slawen keine höhere Schule geben: „Das Ziel dieser Volksschule hat lediglich zu sein: einfaches Rechnen bis höchstens 500, Schreiben des Namens, eine Lehre, dass es ein göttliches Gebot ist, den Deutschen gehorsam zu sein und ehrlich, fleißig und brav zu sein. Lesen halte ich nicht für erforderlich.“
Der Anteil der Kinder in den Lagern der sowjetischen Zwangsarbeitskräfte war hoch. Teils waren sie aus ihren Heimatgebieten deportiert worden, z. T. in gezielten Kinderbeschaffungsaktionen („Aktion Heuernte“), teils waren sie als Kleinkinder mit ihren Müttern ins Reich gekommen oder hier geboren worden. Soweit diese Kleinkinder als „gutrassig“ beurteilt wurden, wurden sie ihren Müttern zur Zwangsadoption fortgenommen und deutschen Familien übergeben. Kinder, die sich nach der Auffassung der Rasseexperten nicht zur „Aufnordung“ der deutschen Volksgemeinschaft eigneten, kamen in vielen Fällen in sogenannte Ausländerkinder-Pflegestätten und wurden dort vorsätzlich unterernährt. Die Sterblichkeitsrate lag zwischen 25 und 50 %, in einigen Fällen bei 90 %. Zehntausende verhungerten auf diese Weise qualvoll. Die Beerdigungskosten von 15 Reichsmark waren von den mittellosen Müttern zu begleichen. Die älteren Kinder – in der Regel ab dem 10. Lebensjahr – wurden zu Arbeiten verwendet. Der Schulbesuch war allen Kindern osteuropäischer Zwangsarbeitskräfte verboten.
Für „schwer erziehbare“, „verwahrloste“, „arbeitsscheue“, nonkonformistische und widerständige Jugendliche richtete das Reichskriminalpolizeiamt auf Initiative des Reichsverteidigungsrats 1940 unter dem Euphemismus „Jugendschutzlager“ in Moringen (Jungen) und in der Uckermark (Mädchen) Jugendkonzentrationslager ein. In Litzmannstadt entstand ein solches Lager für polnische Jugendliche, das Jugendverwahrlager Litzmannstadt.

## Rezeption
1939 waren 8,7 Millionen Jungen in der HJ und damit der ideologischen Manipulation ausgesetzt. Gemeinschaftserlebnisse, wie Zeltlager oder Ausflüge, dienten der Vorbereitung auf den Wehrdienst ebenso wie der Erziehung zur „Volksgemeinschaft“. Hier waren keineswegs alle gleich, aber jeder besaß seine Aufgabe und Verantwortung, die ihm – so der ideologische Anspruch – unabhängig von Herkunft, Stand oder Vermögen der Eltern zugeteilt wurden. Unter dem Motto „Jugend führt Jugend“ bot sich Jugendlichen die Gelegenheit, Leitungsfunktionen zu übernehmen. Auch der BDM (4,5 Millionen Mitglieder im Jahr 1944) offerierte den jungen Mädchen Unabhängigkeit vom Elternhaus und Selbstständigkeit.

## Widerstand
Die Widerstandsgruppe Weiße Rose um Hans und Sophie Scholl bildeten den Kern des studentischen Widerstands gegen den Nationalsozialismus.
Aus dem Arbeiter- und Kleinbürgermilieu kamen die etwa einhundert Mitglieder der Herbert-Baum-Gruppe um die beiden Arbeiter Herbert Baum und Martin Kochmann. Die meisten waren jüdischer Herkunft. Die Gruppe hatte ein kommunistisch-sozialistisches Selbstverständnis. Der Anteil der Frauen und Mädchen war hoch. Nach einem Brandanschlag auf die Hetzausstellung „Das Sowjetparadies“ im Mai 1942 wurde die Gruppe zerschlagen. Über zwanzig Mitglieder wurden zum Tode verurteilt. Herbert Baum kam nach schweren Folterungen in der Haft ums Leben.
Andere Formen des Jugendwiderstandes richteten sich gegen die ideologische Vereinnahmung durch die Hitlerjugend. Beispiele dafür waren Helmuth Hübener oder die vor allem in Westdeutschland aktive eher informelle Jugendszene der Edelweißpiraten.
Organisierten Widerstand von Lehrern gab es vereinzelt. Von der Erlebnisgeneration werden unterschiedliche Formen einer „inneren Distanzierung“ vom Nationalsozialismus genannt. Konkret haben Lehrkräfte sich den Eingriffen der Hitlerjugend ins Unterrichtsgeschehen widersetzt. Andere berichten, vorgegebene Erziehungsinhalte nicht oder nur mit deutlicher Distanz dargestellt zu haben. Ein Beispiel für einen Lehrer im aktiven Widerstand ist Kurt Steffelbauer.
Trotz oder vielleicht gerade wegen der Pflichtmitgliedschaft gelang der HJ die Erfassung aller Jugendlichen nicht hundertprozentig. Die katholischen Jugendverbände versuchten ihre im Konkordat zugebilligte Unabhängigkeit zu bewahren; Eltern bemühten sich, ihre Kinder von der Mitgliedschaft freizustellen; und etliche Jugendliche selbst verweigerten sich dem Zwang oder entzogen sich, indem sie gar nicht oder möglichst wenig zu den HJ-Treffen kamen. Im Krieg bildeten sich später sogar eigene Jugendbanden, die die HJ attackierten.

## NS-Erziehungswissenschaften
Schon vor 1933 stellten Pädagogen Überlegungen für eine nationalsozialistische Erziehung an. Entsprechende Werke sind z. B. „Menschenformung“ von Ernst Krieck, der später zu einem der Hauptvertreter der nationalsozialistischen Erziehungswissenschaften aufstieg, aber auch einige Ideen des Mitbegründers der Volkshochschule Herman Nohl zur Landbewegung, der Jugendbewegung und der Lebensphilosophie wurden von den Nationalsozialisten aufgegriffen.
Wie andere Geisteswissenschaftler dienten sich auch die Pädagogen den Machthabern an und entwickelten Konzepte für die Umsetzung der rassistischen Weltanschauung. Andere versuchten, die Autonomie der Pädagogik als Wissenschaft zu bewahren. Gemäß dem Führerprinzip war eine pluralistische Diskussion über die NS-Erziehung ausgeschlossen. Reichserziehungsminister Bernhard Rust setzte sich dennoch erst spät (ab 1937/39) mit seinen Unterrichtsplänen vollständig durch und behielt sich vor, „die Richtlinien nach Beendigung des Krieges zu prüfen.“
Der o. g. frühere, zum Professor aufgestiegene Volksschullehrer Ernst Krieck formulierte als erster eine nationalsozialistische Pädagogik. Er ging von einem „organischen“ Gesellschaftsmodell aus, in dem Erziehung der Zurichtung auf die aus der Herkunft ableitbare soziale Position dient, entsprechend benutzt er den Begriff „Zucht“. Der nationalsozialistische Philosoph und Pädagoge Alfred Baeumler schrieb: „Es ist die Schule von der Rasse her, die wir suchen.“ (1942, S. 70). Theodor Wilhelm, ein weiterer wichtiger Vertreter der nationalsozialistischen Erziehungswissenschaft, gleichzeitig SA-Mitglied und Schriftleiter der nationalsozialistischen Internationalen Zeitschrift für Erziehung, legitimierte in seinen Arbeiten den Nationalsozialismus in Theorie und Praxis, sowohl den Ausschluss der jüdischen Beamten wie auch die Ermordung der ungarischen Juden, die er als eine „europäische Aufgabe“ sah. Die nationalsozialistische Pädagogik und die damit verbundene Didaktik verstand sich als normativ, also von „obersten Sinn-Normen“ ausgehend. Fast alle Theoretiker bezogen sich auf den Absatz in Hitlers „Mein Kampf“ zur Erziehung. Dort hieß es, Feldwebel seien die besseren Lehrer. Die Jugend müsse sich in Soldaten verwandeln, um „Unrecht und Recht schweigend ertragen“ zu können.